# Cassette à bande sans fin
 (janvier 2024).

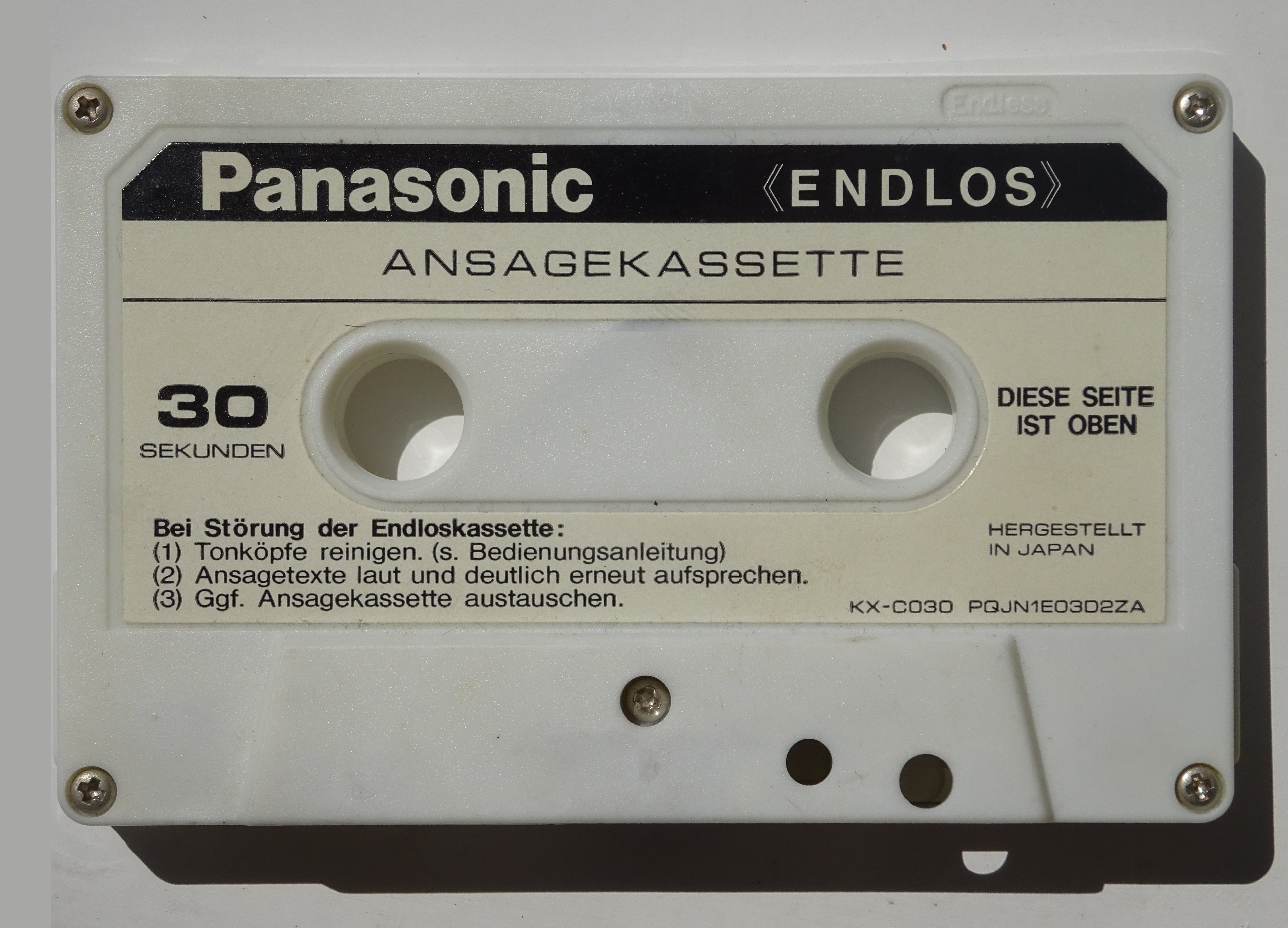
Cassette à bande sans fin de Panasonic.

Une cassette à bande sans fin est une cassette audio qui contient une bande magnétique pouvant être lue en boucle sans fin, sans qu'il soit nécessaire de la rembobiner pour la répéter. Sa période d'utilisation date de 1950 à 1975.

## Caractéristiques
La cassette à bande sans fin est dotée d'un transport de bande qui ne permet qu'un mouvement vers l'avant. La bande magnétique peut comporter des marqueurs de début et de fin, tels qu'une balise magnétique, une épissure conductrice d'électricité ou un trou qui peut être scanné par optique. La cassette a été inventée par l'ingénieur du son Bernard A. Cousino et a dominé le marché nord-américain pendant de nombreuses années.
L'un des premiers produits à utiliser la technologie de la bande sans fin est l'Audio Vendor sorti en 1952, une invention de Cousino. Il est enregistré en tant que brevet US2804401A. La bande passe par l'anneau intérieur d'une bobine de bande libre, où l'enregistrement est stocké, et repasse par l'anneau extérieur de la bobine. À l'origine, ce mécanisme devait être mis en œuvre dans un magnétophone audio à bobine,.
Plus tard, Cousino développe un boîtier en plastique qui pouvait être accroché à certains magnétophones existants. Cette cassette est commercialisée par John Herbert Orr sous le nom d'Orrtronic Tapette. Dans cette génération, la couche magnétique de la bande était enroulée à l'intérieur de la bobine. Les types de cassettes ultérieurs avaient la couche magnétique alignée sur l'extérieur de la cassette, ce qui nécessitait un enregistreur spécialement conçu pour la lire. Une traction de la bande par cabestan est ajoutée, ce qui a permis aux utilisateurs de pousser la cassette dans l'enregistreur sans avoir à enfiler la bande. Ces cassettes ne nécessitaient pas d'espace interne pour le curseur de la tête de lecture, car l'accès à la bande se faisait à l'extérieur de la cassette.
Sur la base de ces nouvelles cassettes, George Eash développe la cassette Fidelipac en 1954. La PlayTape, la bande 8 pistes et les cassettes compactes sans fin pour le texte d'annonce des répondeurs téléphoniques ont été fabriquées avec cette technique.
Une autre invention brevetée par Cousino est le revêtement en graphite appliqué sur la face inférieure de la bande dans les cassettes sans fin,,, qui permet de retirer la bande sans fin sans la froisser. Les cassettes à 8 pistes utilisaient également ce revêtement qui donnait à la face inférieure de la bande une couleur grise.